# 观马胡同
观马胡同，是中國北京市东城区南部的胡同。

## 简介
观马胡同原先北起广渠门内大街，南到延庆街，全长300米，宽5米。观马胡同清朝称为“观马圈”，乾隆十三年（1748年）称“官马圈”，是正蓝旗兵养官马的场所。清朝乾隆《京城全图》将这里标记为“兵部马圈”。《京师坊巷志稿》记载为“刘家马圈”。此处所养马匹是每年皇帝冬至祭天、春季祭神时，专门供随行的太监乘用。实际上马圈内每年有十个月是空的，只在每年将近冬至时，马圈的马官才派员赴塞外购买马匹，经驯养后承应冬至祭天、春季祭神的差事，随后就将马匹出售。但是无论马圈内是否有马，马圈的官员都按月从上级领取马料，并按照额定人数领取马夫的俸银，这些钱就被马圈的官员侵吞了。中华民国时期，此处沿称。1965年北京市整顿地名，改称为“观马胡同”。1990年代，观马胡同北部被拆除，观马胡同变成了仅从延庆街可进入的死胡同。
清朝北京有内务府上驷院，取代明朝的御马监管理御马。顺治年间，御马监改为“阿敦衙门”（“阿敦”是满语，意为“马群”），康熙年间改为“上驷院”。明朝的御马圈在景山东街，清朝上驷院的养马场所称“马厩”，在紫禁城内外及南苑共设17个马厩，养马700多匹，在张家口外以及盛京等地还设四个牧厂，养马260多群（每群四百到五百匹）。此外，驻京八旗也分别有养马场所。八旗分京营八旗和驻防八旗。驻守北京的京营八旗约有十万人，按照各旗划分驻地：正黄旗驻扎德胜门内，镶黄旗驻扎安定门内，正白旗驻扎东直门内，镶白旗驻扎朝阳门内，正蓝旗驻扎崇文门内，镶蓝旗驻扎宣武门内，正红旗驻扎西直门内，镶红旗驻扎阜成门内。各旗在驻地均分别设有养马场，所养的马匹俗称“官马”，养马场所称“马圈”（“圈”字读音为“券”，并加儿化音）。